# The Golden Boy
The Golden Boy is de tweede single van het album Barcelona van Queen-zanger Freddie Mercury en operazangeres Montserrat Caballé. Twee weken na de release van het album verscheen het als 45 toeren-single, met als B-kant een track van hetzelfde album, "The Fallen Priest". Een instrumentale versie van het nummer verscheen op de 12" vinyl- en de 5" cd-single.
De videoclip van het nummer bestaat uit beelden van het optreden van Mercury en Caballé op het festival "La Nit" in Barcelona op 8 oktober 1988 (dit was het allerlaatste optreden van Mercury, hij leed al een tijd aan aids en de ziekte werd hierna te erg om nog op te kunnen treden), waar het nummer opgevoerd werd samen met de nummers "Barcelona" en "How Can I Go On". De clip was het eerst uitgebracht onderdeel van de 5" CD-videosingle.

## Charts
| Land                | Charts          | Charts       |
|                     | Hoogste positie | Aantal weken |
| ------------------- | --------------- | ------------ |
| Verenigd Koninkrijk | 83              | ?            |